# Wittow

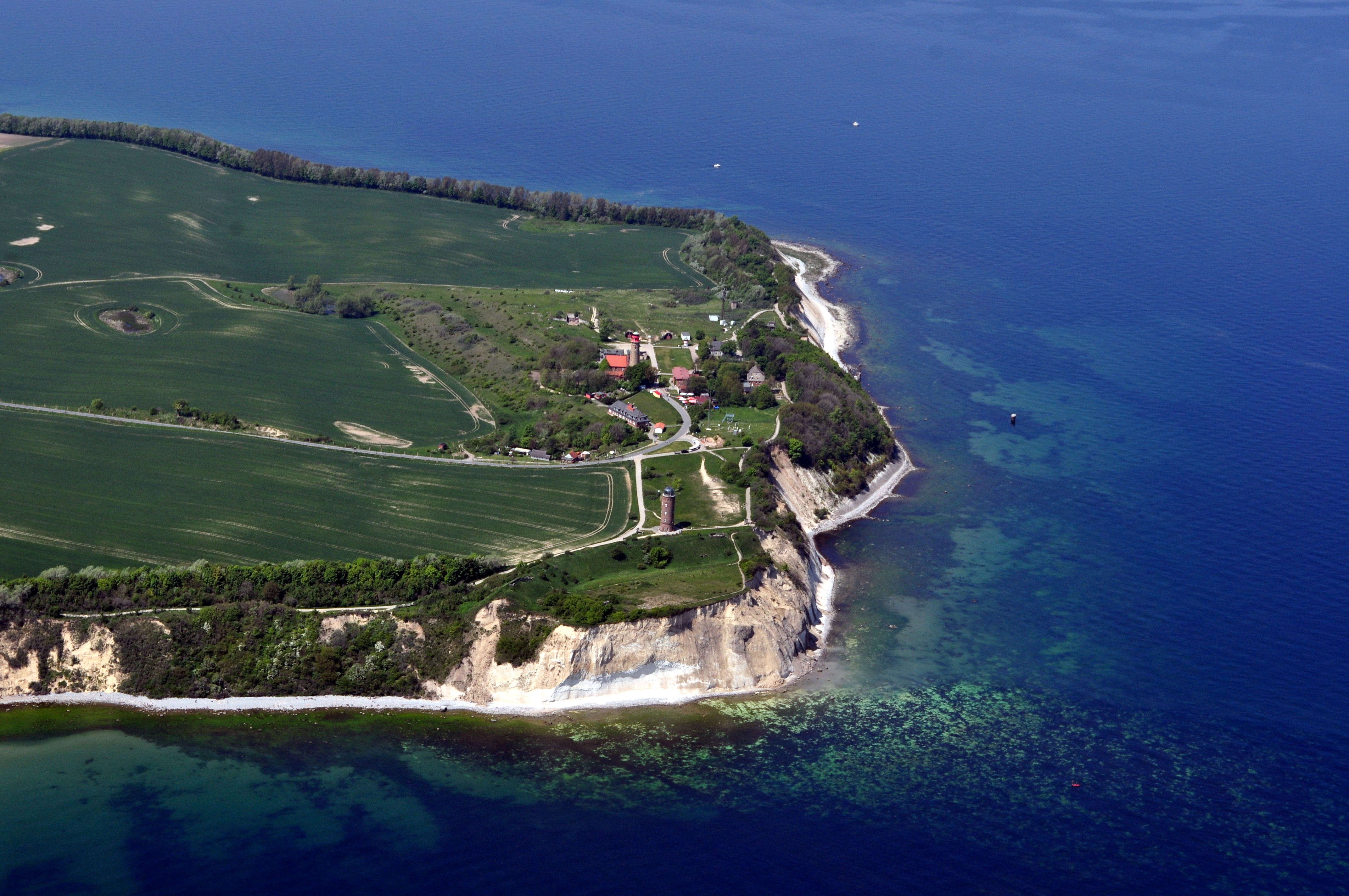
Przylądek Arkona w północnej części półwyspu

Wittow (MAF /ˈvɪtoː/) – półwysep w Niemczech, najdalej na północ wysunięta część wyspy Rugii. Oblewają go wody Morza Bałtyckiego oraz jego zatok: Wieker Bodden na zachodzie oraz Großer Jasmunder Bodden na południu i wschodzie. Z półwyspem Jasmund jest połączony mierzeją Schaabe. Przylądek Arkona znajduje się w północno-wschodniej części półwyspu. Największe miejscowości półwyspu to Dranske oraz Wiek. Administracyjnie należy do powiatu Vorpommern-Rügen w kraju związkowym Meklemburgia-Pomorze Przednie.
Do XVII wieku był znany także pod nazwą Wittmund. Nazwa jest genezy słowiańskiej i najpewniej wiąże się z psł. rdzeniem *vitь „wić, coś wykręconego, splecionego”.